# Liste de personnalités tchouvaches
Cet article liste les personnalités tchouvaches.

## Figures historiques

### Leaders et politiques
- Vakrim (ou Bagrim) (XVe siècle) - Noble qui quitta la horde d'or pour rejoindre Vassili II de Russie.
- Mĕtri Căvaš (XVIe siècle) - Héros du siège de Kazan. Descendant du morza Vakrim, ancêtre de Gavrila Derjavine.
- Kamaj (XVIe siècle) - Morza au service du Khanat de Kazan.
- Aransajpik (XVIIe siècle) - Noble au service des russes qui obtint 300 desiatinas de terre autour de Şĕrpü (Tsivilsk).
- Tanil El'men (1885–1932) - homme d'État, premier président de l'oblast autonome tchouvache en URSS.
- Nikolaï Vassilievitch Fiodorov (né en 1958) - sportif et actuel président de la Tchouvachie.

### Personnalités militaires
- Iskej Pajtulĕ (XVIIe siècle) : poète ataman (colonel) dans l'armée de Stenka Razine.
- Vassili Tchapaïev : commandant dans l'Armée rouge.

### Personnalités religieuses
- Valĕm Huşa (XIIe siècle) - Originaire du Khanat bulgare de la Volga, Saint Musulman, vénéré par les Tchouvaches.
- Mehmet Huşa Celepi (XVIe siècle) - Converti à l'islam, Hadji (pèlerin) et érudit.
- Nikita Bitchourine (1777–1853) - Orthodoxe archimandrite et orientaliste.

## Personnalités académiques

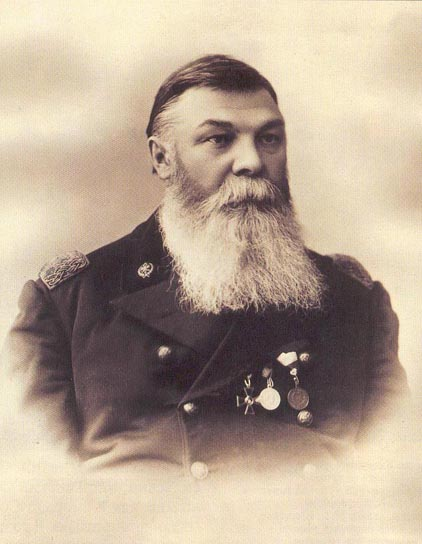
Ivan Yakovlev (educator).

### Érudits
- Ivan Yakovlev (1848–1930) - Patriarche, inventeur de l'alphabet tchouvache moderne.

### Linguistes
- Atner Husankaj (né en 1948) - linguiste et philologue, premier président du Congrès Tchoucache. Fils de l'écrivain Petĕr Husankaj.

### Orientalistes
- Nikita Bitchourine (voir plus haut) - orientaliste, membre de l'Académie russe des sciences. Fondateur de la sinologie russe.

## Personnalités culturelles

### Cinéma et théâtre
- Tany Youne (1903–1977) - actrice tchouvache.
- Boris Markov - acteur.

### Architectes
- Pyotr Yegorov (1731–1789) - a dessiné la balustrade du Jardin d'été.

### Danseurs
- Nadejda Pavlova (née en 1956) : danseuse décorée du titre d'Artiste du peuple de l'URSS.

### Musiciens
- Alexey Aygi (né en 1971) - musicien, fils de Guennadi Aïgui.

### Peintres
- Nikolai Ovchinnikov (1918–2004).
- Praski Vitti (né en 1936) - Peintre et illustrateur.

### Sculpteurs
- Gerasim Pileš (1913–1994) - écrivain, paroliers, sculpteur.

### Écrivains et poètes
- Emine (XIXe siècle) - poétesse.
- Kĕştenttin Ivanov (1890–1915) - poète, auteur de Narspi.
- Şeşpĕl Mišši (1899–1922)
- Ille Tuktaš (1907–1957) - Écrivain, poète et folkloriste, auteur de l'hymne tchouvache.
- Anat Serep (1920–2003) - Vétéran de la 2e guerre mondiale et écrivain.
- Alexander Artemiev (1924–1998) - poète, écrivain et traducteur.
- Arkady Malov (1928–1995) - journaliste écrivain et traducteur.
- Guennadi Aïgui (1934–2006) - poète et traducteur.
- Boris Căntăk (né en 1960) - poète, écrivain et parolier.

## Autres

### Cosmonautes

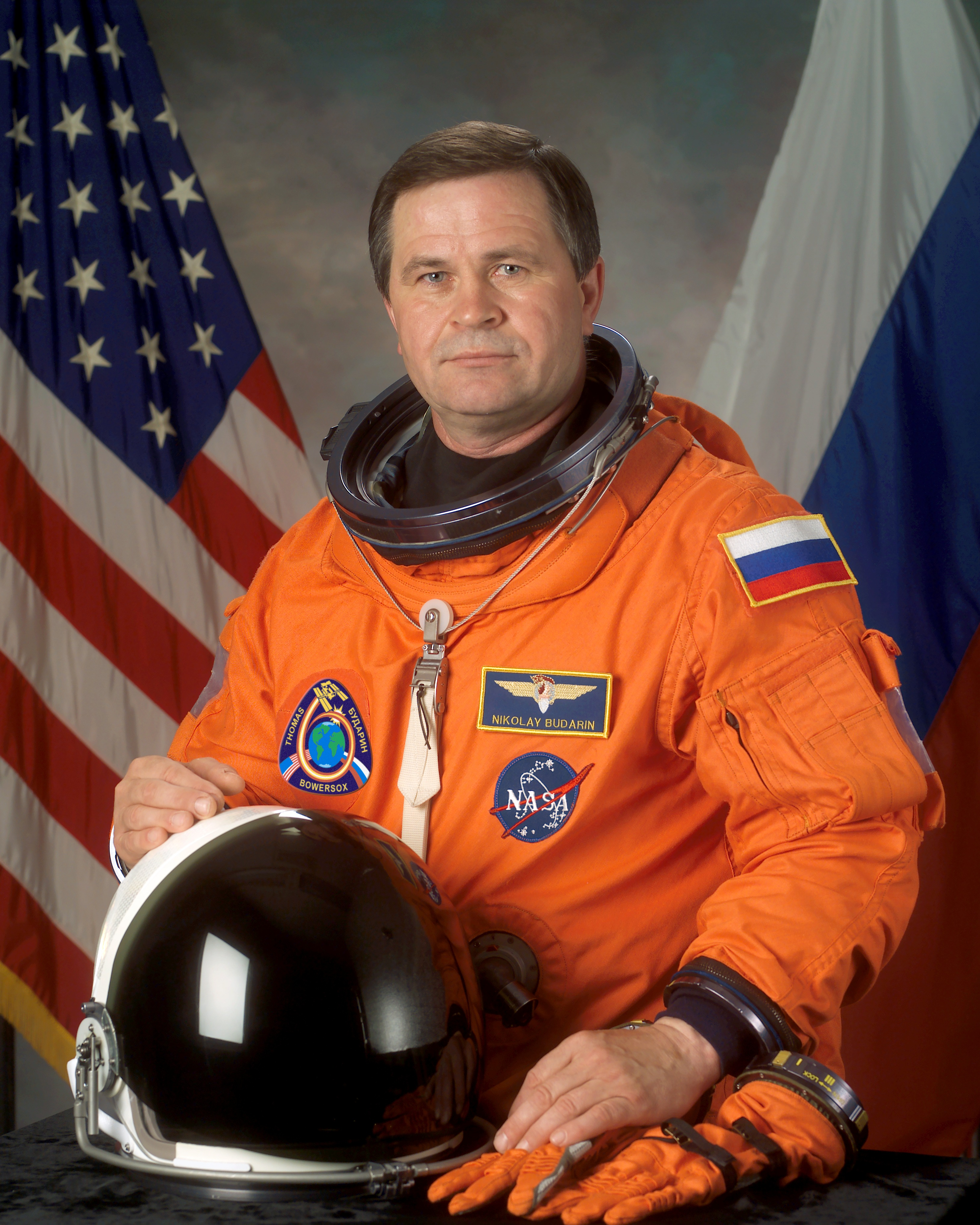
Nikolaï Mikhaïlovitch Boudarine.

- Andrian Nikolaïev (1929–2004).
- Nikolaï Boudarine (né en 1953).

### Sportifs
- Valeri Iardy (né en 1948).
- Yelena Nikolayeva (né en 1966).
- Olimpiada Ivanova (né en 1970).
- Irina Kalentieva (né en 1977).